# Los Manzanillos
Los Manzanillos är en ort i Mexiko.   Den ligger i kommunen Salvador Escalante och delstaten Michoacán de Ocampo, i den södra delen av landet, 270 km väster om huvudstaden Mexico City. Los Manzanillos ligger 2 259 meter över havet och antalet invånare är 118.
Terrängen runt Los Manzanillos är huvudsakligen kuperad, men åt sydost är den platt. Runt Los Manzanillos är det ganska glesbefolkat, med 48 invånare per kvadratkilometer. Närmaste större samhälle är Ario de Rosales, 10,6 km söder om Los Manzanillos. I omgivningarna runt Los Manzanillos växer huvudsakligen savannskog.